# Macromitrium hornschuchii
Macromitrium hornschuchii là một loài Rêu trong họ Orthotrichaceae. Loài này được Müll. Hal. mô tả khoa học đầu tiên năm 1845.